# Tournoi de tennis de Milan
Le tournoi de Milan (Italie) est un ancien tournoi de tennis masculin du circuit professionnel ATP créé en 1973. Il s'est déroulé sur moquette en intérieur à Milan jusqu'en 2005. 
À partir de 2006, l'épreuve fait partie du circuit secondaire Challenger après 26 éditions sur le circuit principal ATP. Il est créé sous le nom d'Aspria Tennis Cup - Trofeo BCS et se joue dorénavant sur terre battue.

## Place dans le calendrier
- Femmes :
  - Une unique édition féminine de l'épreuve s'est tenue en 1991.
- Hommes : 
  - La 1re édition s'est tenue en 1973.
  - 5 ans plus tard, en 1978, le tournoi réapparaît dans le calendrier, il y restera jusqu'en 1997 puis est remplacé par le tournoi en salle de Londres (pour 3 éditions).
  - 4 ans plus tard, en 2000, le tournoi reprend sa place au calendrier, il y restera jusqu'en 2005 puis est remplacé par le tournoi de Zagreb.
  - À partir de 2006, l'épreuve est rétrogradée sur le circuit Challenger et se joue dorénavant sur terre battue en extérieur.

## Palmarès dames

### Simple
| No | Date       | Nom et lieu du tournoi | Catégorie | Dotation  | Surface         | Vainqueure   | Finaliste           | Score         |         |
| -- | ---------- | ---------------------- | --------- | --------- | --------------- | ------------ | ------------------- | ------------- | ------- |
| 1  | 30-09-1991 | Milano Indoor, Milan   | Tier II   | 225 000 $ | Moquette (int.) | Monica Seles | Martina Navrátilová | 6-3, 3-6, 6-4 | Tableau |

### Double
| No | Date       | Nom et lieu du tournoi | Catégorie | Dotation  | Surface         | Vainqueures               | Finalistes                       | Score    |         |
| -- | ---------- | ---------------------- | --------- | --------- | --------------- | ------------------------- | -------------------------------- | -------- | ------- |
| 1  | 30-09-1991 | Milano Indoor Milan    | Tier II   | 225 000 $ | Moquette (int.) | Sandy Collins Lori McNeil | Sabine Appelmans Raffaella Reggi | 7-6, 6-3 | Tableau |

## Palmarès messieurs

### Simple
| No     | Date       | Nom et lieu du tournoi                    | Catégorie                              | Dotation                               | Surface                                | Vainqueur                              | Finaliste                              | Score                                  |                                        |
| ------ | ---------- | ----------------------------------------- | -------------------------------------- | -------------------------------------- | -------------------------------------- | -------------------------------------- | -------------------------------------- | -------------------------------------- | -------------------------------------- |
| 1      | 29-01-1973 | WCT, Milan                                |                                        | NC $                                   | Moquette (int.)                        | Marty Riessen                          | Roscoe Tanner                          | 7-64, 6-0, 7-63                        |                                        |
|        | 1974-1977  | Pas de tournoi                            | Pas de tournoi                         | Pas de tournoi                         | Pas de tournoi                         | Pas de tournoi                         | Pas de tournoi                         | Pas de tournoi                         | Pas de tournoi                         |
| 2      | 27-03-1978 | Ramazzotti Cup (WCT), Milan               |                                        | 175 000 $                              | Moquette (int.)                        | Björn Borg                             | Vitas Gerulaitis                       | 6-3, 6-3                               |                                        |
| 3      | 26-03-1979 | Ramazzotti Cup, Milan                     |                                        | 200 000 $                              | Moquette (int.)                        | John McEnroe                           | John Alexander                         | 6-4, 6-3                               |                                        |
| 4      | 24-03-1980 | Ramazzotti Cup, Milan                     |                                        | 200 000 $                              | Moquette (int.)                        | John McEnroe                           | Vijay Amritraj                         | 6-1, 6-4                               |                                        |
| 5      | 23-03-1981 | Cuore Cup, Milan                          |                                        | 175 000 $                              | Moquette (int.)                        | John McEnroe                           | Björn Borg                             | 7-6, 6-4                               |                                        |
| 6      | 22-03-1982 | , Milan                                   |                                        | 350 000 $                              | Moquette (int.)                        | Guillermo Vilas                        | Jimmy Connors                          | 6-3, 6-3                               |                                        |
| 7      | 21-03-1983 | , Milan                                   |                                        | 350 000 $                              | Moquette (int.)                        | Ivan Lendl                             | Kevin Curren                           | 5-7, 6-3, 7-6                          |                                        |
| 8      | 19-03-1984 | , Milan                                   |                                        | 350 000 $                              | Moquette (int.)                        | Stefan Edberg                          | Mats Wilander                          | 6-4, 6-2                               |                                        |
| 9      | 25-03-1985 | File Trophy Italian Indoor, Milan         |                                        | 300 000 $                              | Moquette (int.)                        | John McEnroe                           | Anders Järryd                          | 6-4, 6-1                               |                                        |
| 10     | 10-03-1986 | , Milan                                   |                                        | 300 000 $                              | Moquette (int.)                        | Ivan Lendl                             | Joakim Nyström                         | 6-2, 6-2, 6-4                          |                                        |
| 11     | 30-03-1987 | Fila Trophy, Milan                        |                                        | 275 000 $                              | Moquette (int.)                        | Boris Becker                           | Miloslav Mečíř                         | 6-4, 6-3                               |                                        |
| 12     | 15-02-1988 | Stella Artois Indoor, Milan               |                                        | 372 500 $                              | Moquette (int.)                        | Yannick Noah                           | Jimmy Connors                          | 4-4 ab.                                |                                        |
| 13     | 13-02-1989 | , Milan                                   |                                        | 375 000 $                              | Moquette (int.)                        | Boris Becker                           | Aleksandr Volkov                       | 6-1, 6-2                               |                                        |
| 14     | 05-02-1990 | Stella Artois Italian Indoor, Milan       | World Series                           | 540 000 $                              | Moquette (int.)                        | Ivan Lendl                             | Tim Mayotte                            | 6-3, 6-2                               |                                        |
| 15     | 04-02-1991 | Muratti Time Indoor, Milan                | World Series                           | 540 000 $                              | Moquette (int.)                        | Aleksandr Volkov                       | Cristiano Caratti                      | 6-1, 7-5                               |                                        |
| 16     | 03-02-1992 | Muratti Time Indoor, Milan                | World Series                           | 565 000 $                              | Moquette (int.)                        | Omar Camporese                         | Goran Ivanišević                       | 3-6, 6-3, 6-4                          |                                        |
| 17     | 08-02-1993 | Muratti Time Indoor, Milan                | Championship Series                    | 675 000 $                              | Moquette (int.)                        | Boris Becker                           | Sergi Bruguera                         | 6-3, 6-3                               |                                        |
| 18     | 07-02-1994 | Muratti Time Indoor, Milan                | Championship Series                    | 688 750 $                              | Moquette (int.)                        | Boris Becker                           | Petr Korda                             | 6-2, 3-6, 6-3                          |                                        |
| 19     | 13-02-1995 | Muratti Time Indoor, Milan                | Championship Series                    | 689 250 $                              | Moquette (int.)                        | Ievgueni Kafelnikov                    | Boris Becker                           | 7-5, 5-7, 7-66                         |                                        |
| 20     | 26-02-1996 | Italian Indoors, Milan                    | Championship Series                    | 689 250 $                              | Moquette (int.)                        | Goran Ivanišević                       | Marc Rosset                            | 6-3, 7-63                              |                                        |
| 21     | 24-02-1997 | Italian Indoors, Milan                    | Championship Series                    | 689 250 $                              | Moquette (int.)                        | Goran Ivanišević                       | Sergi Bruguera                         | 6-2, 6-2                               |                                        |
|        | 1998-2000  | Pas de tournoi (remplacé par Londres)     | Pas de tournoi (remplacé par Londres)  | Pas de tournoi (remplacé par Londres)  | Pas de tournoi (remplacé par Londres)  | Pas de tournoi (remplacé par Londres)  | Pas de tournoi (remplacé par Londres)  | Pas de tournoi (remplacé par Londres)  | Pas de tournoi (remplacé par Londres)  |
| 22     | 29-01-2001 | Milan Indoor, Milan                       | Int' Series                            | 375 000 $                              | Moquette (int.)                        | Roger Federer                          | Julien Boutter                         | 6-4, 67-7, 6-4                         | Tableau                                |
| 23     | 28-01-2002 | Milan Indoor, Milan                       | Int' Series                            | 356 000 $                              | Moquette (int.)                        | Davide Sanguinetti                     | Roger Federer                          | 7-62, 4-6, 6-1                         | Tableau                                |
| 24     | 27-01-2003 | Breil Milano Indoor, Milan                | Int' Series                            | 355 000 $                              | Moquette (int.)                        | Martin Verkerk                         | Ievgueni Kafelnikov                    | 6-4, 5-7, 7-5                          | Tableau                                |
| 25     | 09-02-2004 | Indesit ATP Milan Indoor, Milan           | Int' Series                            | 355 000 $                              | Moquette (int.)                        | Antony Dupuis                          | Mario Ančić                            | 6-4, 612-7, 7-65                       | Tableau                                |
| 26     | 31-01-2005 | Internazionali di Lombardia, Milan        | Int' Series                            | 355 000 $                              | Moquette (int.)                        | Robin Söderling                        | Radek Štěpánek                         | 6-3, 62-7, 7-65                        | Tableau                                |
| (I)    | 19-06-2006 | Aspria Tennis Cup, Milan                  | Challenger                             | 25 000 +H €                            | Terre (ext.)                           | Wayne Odesnik                          | Arnaud Di Pasquale                     | 5-7, 6-2, 7-65                         |                                        |
| (II)   | 18-06-2007 | Aspria Tennis Cup, Milan                  | Challenger                             | 25 000 +H €                            | Terre (ext.)                           | Santiago Ventura                       | Victor Hănescu                         | 6-3, 7-5                               |                                        |
| (III)  | 09-06-2008 | Aspria Tennis Cup, Milan                  | Challenger                             | 30 000 +H €                            | Terre (ext.)                           | Teymuraz Gabashvili                    | Diego Hartfield                        | 6-4, 4-6, 6-4                          |                                        |
| (IV)   | 15-06-2009 | Aspria Tennis Cup, Milan                  | Challenger                             | 30 000 +H €                            | Terre (ext.)                           | Alessio Di Mauro                       | Vincent Millot                         | 6-4, 7-63                              |                                        |
| (V)    | 14-06-2010 | Aspria Tennis Cup, Milan                  | Challenger                             | 30 000 +H €                            | Terre (ext.)                           | Frederico Gil                          | Máximo González                        | 6-1, 7-5                               |                                        |
| (VI)   | 13-06-2011 | Aspria Tennis Cup Trofeo City Life, Milan | Challenger                             | 30 000 +H €                            | Terre (ext.)                           | Albert Ramos-Viñolas                   | Evgeny Korolev                         | 6-4, 3-0 ab.                           |                                        |
| (VII)  | 25-06-2012 | Aspria Tennis Cup Trofeo City Life, Milan | Challenger                             | 30 000 +H €                            | Terre (ext.)                           | Tommy Robredo                          | Martín Alund                           | 6-3, 6-0                               |                                        |
| (VIII) | 17-06-2013 | Aspria Tennis Cup, Milan                  | Challenger                             | 30 000 +H €                            | Terre (ext.)                           | Filippo Volandri                       | Andrej Martin                          | 6-3, 6-2                               |                                        |
| (IX)   | 16-06-2014 | Aspria Tennis Cup - Trofeo CDI, Milan     | Challenger                             | 35 000 +H €                            | Terre (ext.)                           | Albert Ramos-Viñolas                   | Pere Riba                              | 6-3, 7-5                               |                                        |
| (X)    | 22-06-2015 | Aspria Tennis Cup - Trofeo BCS, Milan     | Challenger                             | 42 500 +H €                            | Terre (ext.)                           | Federico Delbonis                      | Rogério Dutra Silva                    | 6-1, 7-66                              |                                        |
| (XI)   | 20-06-2016 | Aspria Tennis Cup, Milan                  | Challenger                             | 42 500 +H €                            | Terre (ext.)                           | Marco Cecchinato                       | Laslo Djere                            | 6-2, 6-2                               |                                        |
| (XII)  | 26-06-2017 | Aspria Tennis Cup - Trofeo BCS, Milan     | Challenger                             | 43 000 +H €                            | Terre (ext.)                           | Guido Pella                            | Federico Delbonis                      | 6-2, 2-1 ab.                           |                                        |
| (XIII) | 25-06-2018 | Aspria Tennis Cup - Trofeo BCS, Milan     | Challenger                             | 43 000 +H €                            | Terre (ext.)                           | Laslo Djere                            | Gianluca Mager                         | 6-2, 6-1                               |                                        |
| (XIV)  | 24-06-2019 | Aspria Tennis Cup - Trofeo BCS, Milan     | Challenger                             | 46 600 €                               | Terre (ext.)                           | Hugo Dellien                           | Danilo Petrović                        | 7-5, 6-4                               |                                        |
|        | 2020       | Édition annulée (pandémie de Covid-19)    | Édition annulée (pandémie de Covid-19) | Édition annulée (pandémie de Covid-19) | Édition annulée (pandémie de Covid-19) | Édition annulée (pandémie de Covid-19) | Édition annulée (pandémie de Covid-19) | Édition annulée (pandémie de Covid-19) | Édition annulée (pandémie de Covid-19) |
| (XV)   | 21-06-2021 | Aspria Tennis Cup - Trofeo BCS, Milan     | Challenger                             | 44 820 €                               | Terre (ext.)                           | Gian Marco Moroni                      | Federico Coria                         | 6-3, 6-2                               |                                        |

### Double
| No     | Date       | Nom et lieu du tournoi                    | Catégorie                              | Dotation                               | Surface                                | Vainqueurs                               | Finalistes                                 | Score                                  |                                        |
| ------ | ---------- | ----------------------------------------- | -------------------------------------- | -------------------------------------- | -------------------------------------- | ---------------------------------------- | ------------------------------------------ | -------------------------------------- | -------------------------------------- |
| 1      | 29-01-1973 | WCT, Milan                                |                                        | NC $                                   | Moquette (int.)                        | Tom Okker Marty Riessen                  | Ken Rosewall Fred Stolle                   | 6-3, 6-3                               |                                        |
|        | 1974-1977  | Pas de tournoi                            | Pas de tournoi                         | Pas de tournoi                         | Pas de tournoi                         | Pas de tournoi                           | Pas de tournoi                             | Pas de tournoi                         | Pas de tournoi                         |
| 2      | 27-03-1978 | Ramazzotti Cup (WCT), Milan               |                                        | 175 000 $                              | Moquette (int.)                        | José Higueras Víctor Pecci               | Wojtek Fibak Raúl Ramírez                  | 5-7, 7-6, 7-6                          |                                        |
| 3      | 26-03-1979 | Ramazzotti Cup, Milan                     |                                        | 200 000 $                              | Moquette (int.)                        | Peter Fleming John McEnroe               | José Luis Clerc Tomáš Šmíd                 | 6-1, 6-3                               |                                        |
| 4      | 24-03-1980 | Ramazzotti Cup, Milan                     |                                        | 200 000 $                              | Moquette (int.)                        | Peter Fleming John McEnroe               | Andrew Pattison Butch Walts                | 6-2, 6-7, 6-2                          |                                        |
| 5      | 23-03-1981 | Cuore Cup, Milan                          |                                        | 175 000 $                              | Moquette (int.)                        | Brian Gottfried Raúl Ramírez             | John McEnroe Peter Rennert                 | 7-6, 6-3                               |                                        |
| 6      | 22-03-1982 | , Milan                                   |                                        | 350 000 $                              | Moquette (int.)                        | Heinz Günthardt Peter McNamara           | Mark Edmondson Sherwood Stewart            | 7-6, 7-6                               |                                        |
| 7      | 21-03-1983 | , Milan                                   |                                        | 350 000 $                              | Moquette (int.)                        | Pavel Složil Tomáš Šmíd                  | Fritz Buehning Peter Fleming               | 6-2, 5-7, 6-4                          |                                        |
| 8      | 19-03-1984 | , Milan                                   |                                        | 350 000 $                              | Moquette (int.)                        | Pavel Složil Tomáš Šmíd                  | Kevin Curren Steve Denton                  | 6-4, 6-3                               |                                        |
| 9      | 25-03-1985 | File Trophy Italian Indoor, Milan         |                                        | 300 000 $                              | Moquette (int.)                        | Heinz Günthardt Anders Järryd            | Broderick Dyke Wally Masur                 | 6-2, 6-1                               |                                        |
| 10     | 10-03-1986 | , Milan                                   |                                        | 300 000 $                              | Moquette (int.)                        | Colin Dowdeswell Christo Steyn           | Brian Levine Laurie Warder                 | 6-3, 4-6, 6-1                          |                                        |
| 11     | 30-03-1987 | Fila Trophy, Milan                        |                                        | 275 000 $                              | Moquette (int.)                        | Boris Becker Slobodan Živojinović        | Sergio Casal Emilio Sánchez                | 3-6, 6-3, 6-4                          |                                        |
| 12     | 15-02-1988 | Stella Artois Indoor, Milan               |                                        | 372 500 $                              | Moquette (int.)                        | Boris Becker Eric Jelen                  | Miloslav Mečíř Tomáš Šmíd                  | 6-3, 6-3                               |                                        |
| 13     | 13-02-1989 | , Milan                                   |                                        | 375 000 $                              | Moquette (int.)                        | Jakob Hlasek John McEnroe                | Heinz Günthardt Balázs Taróczy             | 6-3, 6-4                               |                                        |
| 14     | 05-02-1990 | Stella Artois Italian Indoor, Milan       | World Series                           | 540 000 $                              | Moquette (int.)                        | Omar Camporese Diego Nargiso             | Tom Nijssen Udo Riglewski                  | 6-4, 6-4                               |                                        |
| 15     | 04-02-1991 | Muratti Time Indoor, Milan                | World Series                           | 540 000 $                              | Moquette (int.)                        | Omar Camporese Goran Ivanišević          | Tom Nijssen Cyril Suk                      | 6-4, 7-6                               |                                        |
| 16     | 03-02-1992 | Muratti Time Indoor, Milan                | World Series                           | 565 000 $                              | Moquette (int.)                        | Neil Broad David Macpherson              | Sergio Casal Emilio Sánchez                | 5-7, 7-5, 6-4                          |                                        |
| 17     | 08-02-1993 | Muratti Time Indoor, Milan                | Championship Series                    | 675 000 $                              | Moquette (int.)                        | Mark Kratzmann Wally Masur               | Tom Nijssen Cyril Suk                      | 4-6, 6-3, 6-4                          |                                        |
| 18     | 07-02-1994 | Muratti Time Indoor, Milan                | Championship Series                    | 688 750 $                              | Moquette (int.)                        | Tom Nijssen Cyril Suk                    | Hendrik Jan Davids Piet Norval             | 4-6, 7-6, 7-6                          |                                        |
| 19     | 13-02-1995 | Muratti Time Indoor, Milan                | Championship Series                    | 689 250 $                              | Moquette (int.)                        | Boris Becker Guy Forget                  | Petr Korda Karel Nováček                   | 6-2, 6-4                               |                                        |
| 20     | 26-02-1996 | Italian Indoors, Milan                    | Championship Series                    | 689 250 $                              | Moquette (int.)                        | Andrea Gaudenzi Goran Ivanišević         | Guy Forget Jakob Hlasek                    | 6-4, 7-5                               |                                        |
| 21     | 24-02-1997 | Italian Indoors, Milan                    | Championship Series                    | 689 250 $                              | Moquette (int.)                        | Pablo Albano Peter Nyborg                | David Adams Andreï Olhovskiy               | 6-4, 7-6                               |                                        |
|        | 1998-2000  | Pas de tournoi (remplacé par Londres)     | Pas de tournoi (remplacé par Londres)  | Pas de tournoi (remplacé par Londres)  | Pas de tournoi (remplacé par Londres)  | Pas de tournoi (remplacé par Londres)    | Pas de tournoi (remplacé par Londres)      | Pas de tournoi (remplacé par Londres)  | Pas de tournoi (remplacé par Londres)  |
| 22     | 29-01-2001 | Milan Indoor, Milan                       | Int' Series                            | 375 000 $                              | Moquette (int.)                        | Paul Haarhuis Sjeng Schalken             | Johan Landsberg Tom Vanhoudt               | 7-65, 7-64                             | Tableau                                |
| 23     | 28-01-2002 | Milan Indoor, Milan                       | Int' Series                            | 356 000 $                              | Moquette (int.)                        | Karsten Braasch Andreï Olhovskiy         | Julien Boutter Max Mirnyi                  | 3-6, 7-65, [12-10]                     | Tableau                                |
| 24     | 27-01-2003 | Breil Milano Indoor, Milan                | Int' Series                            | 355 000 $                              | Moquette (int.)                        | Petr Luxa Radek Štěpánek                 | Tomáš Cibulec Pavel Vízner                 | 6-4, 7-64                              | Tableau                                |
| 25     | 09-02-2004 | Indesit ATP Milan Indoor, Milan           | Int' Series                            | 355 000 $                              | Moquette (int.)                        | Jared Palmer Pavel Vízner                | Daniele Bracciali Giorgio Galimberti       | 6-4, 6-4                               | Tableau                                |
| 26     | 31-01-2005 | Internazionali di Lombardia, Milan        | Int' Series                            | 355 000 $                              | Moquette (int.)                        | Daniele Bracciali Giorgio Galimberti     | Jean-François Bachelot Arnaud Clément      | 68-7, 7-66, 6-4                        | Tableau                                |
| (I)    | 19-06-2006 | Aspria Tennis Cup, Milan                  | Challenger                             | 25 000 +H €                            | Terre (ext.)                           | Giorgio Galimberti Harel Levy            | Frederico Gil Juan Albert Viloca           | 6-3, 6-3                               |                                        |
| (II)   | 18-06-2007 | Aspria Tennis Cup, Milan                  | Challenger                             | 25 000 +H €                            | Terre (ext.)                           | Fabio Colangelo Martín Vilarrubi         | Alessandro da Col Manuel Jorquera          | 62-7, 7-68, [10-8]                     |                                        |
| (III)  | 09-06-2008 | Aspria Tennis Cup, Milan                  | Challenger                             | 30 000 +H €                            | Terre (ext.)                           | Yves Allegro Horia Tecău                 | Juan-Martín Aranguren Marc Fornell Mestres | 6-4, 6-4                               |                                        |
| (IV)   | 15-06-2009 | Aspria Tennis Cup, Milan                  | Challenger                             | 30 000 +H €                            | Terre (ext.)                           | Yves Allegro Daniele Bracciali           | Manuel Jorquera Francesco Piccari          | 6-4, 6-2                               |                                        |
| (V)    | 14-06-2010 | Aspria Tennis Cup, Milan                  | Challenger                             | 30 000 +H €                            | Terre (ext.)                           | Daniele Bracciali Rubén Ramírez Hidalgo  | Jeff Coetzee James Cerretani               | 6-4, 7-5                               |                                        |
| (VI)   | 13-06-2011 | Aspria Tennis Cup Trofeo City Life, Milan | Challenger                             | 30 000 +H €                            | Terre (ext.)                           | Adrián Menéndez-Maceiras Simone Vagnozzi | Andrea Arnaboldi Leonardo Tavares          | 0-6, 6-3, [10-5]                       |                                        |
| (VII)  | 25-06-2012 | Aspria Tennis Cup Trofeo City Life, Milan | Challenger                             | 30 000 +H €                            | Terre (ext.)                           | Nicholas Monroe Simon Stadler            | Andrey Golubev Youri Chtchoukine           | 6-4, 3-6, [11-9]                       |                                        |
| (VIII) | 17-06-2013 | Aspria Tennis Cup, Milan                  | Challenger                             | 30 000 +H €                            | Terre (ext.)                           | Marco Crugnola Daniele Giorgini          | Alex Bolt Peng Hsien-yin                   | 4-6, 7-5, [10-8]                       |                                        |
| (IX)   | 16-06-2014 | Aspria Tennis Cup - Trofeo CDI, Milan     | Challenger                             | 35 000 +H €                            | Terre (ext.)                           | Guillermo Durán Máximo González          | James Cerretani Frank Moser                | 6-3, 6-3                               |                                        |
| (X)    | 22-06-2015 | Aspria Tennis Cup - Trofeo BCS, Milan     | Challenger                             | 42 500 +H €                            | Terre (ext.)                           | Nikola Mektić Antonio Šančić             | Cristian Garín Juan Carlos Sáez            | 6-3, 6-4                               |                                        |
| (XI)   | 20-06-2016 | Aspria Tennis Cup, Milan                  | Challenger                             | 42 500 +H €                            | Terre (ext.)                           | Miguel Ángel Reyes-Varela Max Schnur     | Alessandro Motti Peng Hsien-yin            | 1-6, 7-64, [10-5]                      |                                        |
| (XII)  | 26-06-2017 | Aspria Tennis Cup - Trofeo BCS, Milan     | Challenger                             | 43 000 +H €                            | Terre (ext.)                           | Tomasz Bednarek David Pel                | Filippo Baldi Omar Giacalone               | 6-1, 6-1                               |                                        |
| (XIII) | 25-06-2018 | Aspria Tennis Cup - Trofeo BCS, Milan     | Challenger                             | 43 000 +H €                            | Terre (ext.)                           | Julian Ocleppo Andrea Vavassori          | Gonzalo Escobar Fernando Romboli           | 4-6, 6-1, [11-9]                       |                                        |
| (XIV)  | 24-06-2019 | Aspria Tennis Cup - Trofeo BCS, Milan     | Challenger                             | 46 600 €                               | Terre (ext.)                           | Tomislav Brkić Ante Pavić                | Andrei Vasilevski Andrea Vavassori         | 7-66, 6-2                              |                                        |
|        | 2020       | Édition annulée (pandémie de Covid-19)    | Édition annulée (pandémie de Covid-19) | Édition annulée (pandémie de Covid-19) | Édition annulée (pandémie de Covid-19) | Édition annulée (pandémie de Covid-19)   | Édition annulée (pandémie de Covid-19)     | Édition annulée (pandémie de Covid-19) | Édition annulée (pandémie de Covid-19) |
| (XV)   | 21-06-2021 | Aspria Tennis Cup - Trofeo BCS, Milan     | Challenger                             | 44 820 €                               | Terre (ext.)                           | Vít Kopřiva Jiří Lehečka                 | Dustin Brown Tristan-Samuel Weissborn      | 6-4, 6-0                               |                                        |